# لاك ميتي (كيبك)
لاك ميتي (بالإنجليزية: Lac-Metei, Quebec)‏ هي منطقة غير المنظمة في كيبيك تقع في كندا في La Vallée-de-l'Or. يقدر عدد سكانها بـ 0 نسمة ومساحتها 78.00 كم2 .